# Spielplatzpate
Als Spielplatzpaten werden Einzelpersonen, Gruppen und Organisationen bezeichnet, die öffentliche oder private Spielplätze über einen längeren Zeitraum hinweg ehrenamtlich und freiwillig betreuen. Der Einsatz von Spielplatzpaten zielt einerseits auf den Erhalt und die qualitative Verbesserung von Spielbedingungen sowie andererseits auf die Initiierung von (Spiel-)Aktivitäten auf Spielplätzen ab.

## NRW Studie
Empirische Befunde zu Spielplatzpaten sind bislang kaum vorhanden. Eine Ausnahme bildet eine im Jahr 2008 vom ABA Fachverband in Nordrhein-Westfalen durchgeführte Studie, in der alle Städte und Gemeinden in NRW „über die kommunalen Spielplätze und den möglichen Einsatz ehrenamtlicher Spielplatzpaten befragt“ wurden.
Anhand der Studie lassen sich in 71 von 149 Kommunen in Nordrhein-Westfalen mit eigenem Jugendamt bzw. in 44 von 248 Gemeinden ohne eigenes Jugendamt insgesamt rund 2900 ehrenamtlich aktive Spielplatzpaten im Jahr 2008 ausmachen. Rechnet man die vermutlich gut 100 Spielplatzpaten, die in anderen Organisationsformen (z. B. bei Wohnungsgesellschaften) aktiv sind, mit ein, kommt man auf gut 3000 Spielplatzpaten (Stand: Ende 2008). Da nach der Erhebung von einigen Trägern etliche neue Paten organisiert werden konnten, kann – bezogen auf Nordrhein-Westfalen – von rund 3500 ausgegangen werden. Zwischen den Städten, in denen Paten aktiv sind, gibt es wiederum deutliche Differenzen, zum Beispiel was die Anzahl von Spielplatzpaten im Verhältnis zu Spielplätzen angeht.

## Organisationsstruktur
Die bisherigen Erkenntnisse zeigen, dass es sich bei Spielplatzpaten größtenteils um Einzelpersonen handelt. Zudem gibt es Patenschaften in Form von (Eltern-)Initiativen, Vereinen und anderen Organisationen (beispielsweise Kindertagesstätten). In der Regel arbeiten Spielplatzpaten mit einem Teil der örtlichen Verwaltung, wie etwa dem Jugendamt, zusammen und werden von hauptamtlichen Mitarbeitern innerhalb der Kommunalverwaltung unterstützt. Zum Teil haben die Kommunen die Organisation von Paten-Projekten auch an freie Träger der Jugendhilfe übertragen bzw. freie Träger haben sich im Rahmen bürgerschaftlichen Engagements selbst an die Initiierung gegeben.
Es existiert bislang kein Modell, das die Organisation und den Aufbau von Paten-Projekten allgemeingültig beschreibt. Spielplatzpaten sind in ihrer Arbeitsorganisation grundsätzlich unabhängig und werden von kommunaler Seite aus von Ämtern betreut, die sich mit Kinderinteressen und der Pflege öffentlicher Spielplätze beschäftigen. Ein Anreiz zur Übernahme von Spielplatzpatenschaften ist das Eigeninteresse an der Aufwertung der Spielsituation in der Umgebung von den Paten selbst. Außerdem wird ihr Engagement von den Städten in irgendeiner Form honoriert: sei es durch finanzielle, personelle und/oder fachliche Unterstützung (zum Beispiel durch jährliche Aufwandsentschädigungen) und/oder durch andere Gesten der Anerkennung (zum Beispiel durch Dankesveranstaltungen).

## Aufgaben
Im Hinblick auf das Aufgabenspektrum von Spielplatzpaten gibt es eine breite Palette von Inhalten. Folgende Aufgaben von Spielplatzpaten können beispielhaft benannt werden:
- als Ansprechpartner und Vermittler auftreten,
- regelmäßig den Spielplatz besichtigen,
- defekte Spielgeräte melden,
- Verständnis und Beteiligung in der Nachbarschaft fördern,
- Spielaktionen organisieren.

Darüber hinaus lassen sich zahlreiche weitere Aufgabengebiete ausmachen, die, je nach Formulierung, unterschiedliche Schwerpunkte setzen:
- Einsatz für die Interessen der Kinder,
- Sauberhalten des Spielplatzes
- Vorleben eines toleranten und verständnisvollen Umgangs miteinander
- Weiterleitung und Formulierung von Wünschen und Anregungen
- Integration von Menschen mit Migrationshintergrund